# 塔皮奥·迈凯莱
塔皮奥·迈凯莱（芬蘭語：Tapio Mäkelä，1926年10月12日—2016年5月12日），芬兰男子越野滑雪运动员。他曾代表芬兰参加1952年冬季奥林匹克运动会越野滑雪比赛，获得一枚金牌和一枚银牌。